# Тиберий Плавций Силван Елиан
Вижте пояснителната страница за други личности с името Силван.
Тиберий Плавций Силван Елиан (на латински: Tiberius Plautius Silvanus Aelianus) e патриций и консул през 45 и 74 г.

## Биография
Произлиза от фамилията Елии и е син на Луций Елий Ламия (консул 3 г.). Осиновен е от Марк Плавций Силван (консул 2 пр.н.е.) и става осиновен брат на Плавция Ургуланила, първата съпруга на император Клавдий.
При Нерон той e легат от 61 до 66 г. в Мизия.